# Captain Beefheart
Captain Beefheart (anglès: Don Van Vliet)  (Glendale, 15 de gener de 1941 - Arcata, 17 de desembre de 2010), nascut Don Glen Vliet, va ser un pintor i músic nord-americà.
El seu treball musical tenia l'acompanyament d'un grup rotatiu de músics anomenat Magic Band, que va estar actiu des de mitjans dels anys 60 fins a l'inici dels anys 80. Van Vliet era principalment un cantant, però també tocava l'harmònica, i ocasionalment el saxòfon d'una forma sorollosa, sense didàctica, en un estil Free-jazz. Les seves composicions són caracteritzades per l'estranya barreja de marcacions de temps inusitades i per les lletres surrealistes, mentre Van Vliet és recordat com un dur dictador amb relació als seus músics, i també per la seva relació enigmàtica amb el públic.
Van Vliet es va unir a la feia poc formada Magic Band el 1965,assumint el paper de líder. La sonoritat del grup tenia arrels en el blues i en el rock, però Captain Beefheart & The Magic Band va adoptar una línia més experimental. El 1969 va ser llançat el disc més conegut del grup, Trout Mask Replica, que va ser produït per Frank Zappa, amic d'infància de Van Vliet. El disc avui és vist com una òpera prima revolucionària i altament influent. Van Vliet va llançar diversos discos en el transcurs de la dècada del 1970, amb diversos canvis en la formació de la Magic Band i amb pràcticament cap èxit comercial. Al final de la dècada de 1970 la formació es va estabilitzar amb un grup de músics joves, amb una darrera sèrie de tres discos amb gran èxit de crítica. El llegat de Van Vliet és de vendes dolentes, però la seva música posseeix molts admiradors, i fins i tot va tenir gran influència en els moviments punk i New wave.
Des de la fi de la seva carrera musical el 1982, Van Vliet va fer poques aparicions en públic, preferint una vida tranquil·la en la seva casa en el Desert de Mojave, i concentrant-se en la seva carrera com a pintor. El seu interès per art venia des de la seva infància, quan ja demostrava aptituds per l'escultura. El seu art és denominat "abstracta-expressionista estètica neo-primitiva", i ha rebut bon reconeixement internacional.
Captain Beefheart va morir a Califòrnia, el 17 de desembre de 2010, als 69 anys d'edat, a conseqüència d'una esclerosi múltiple.

## Discografia
- Safe as Milk (1967)
- Strictly Personal (1968)
- Trout Mask Replica (1969)
- Lick My Decals Off, Baby (1970)
- Mirror Man (Captain Beefheart album)|Mirror Man (1971)
- The Spotlight Kid (1972)
- Clear Spot (1972)
- Unconditionally Guaranteed (1974)
- Bluejeans & Moonbeams (1974)
- Shiny Beast (Bat Chain Puller) (1978)
- Doc at the Radar Station (1980)
- Ice Cream for Crow (1982)